# اصلاح نژاد در ایالات متحده آمریکا

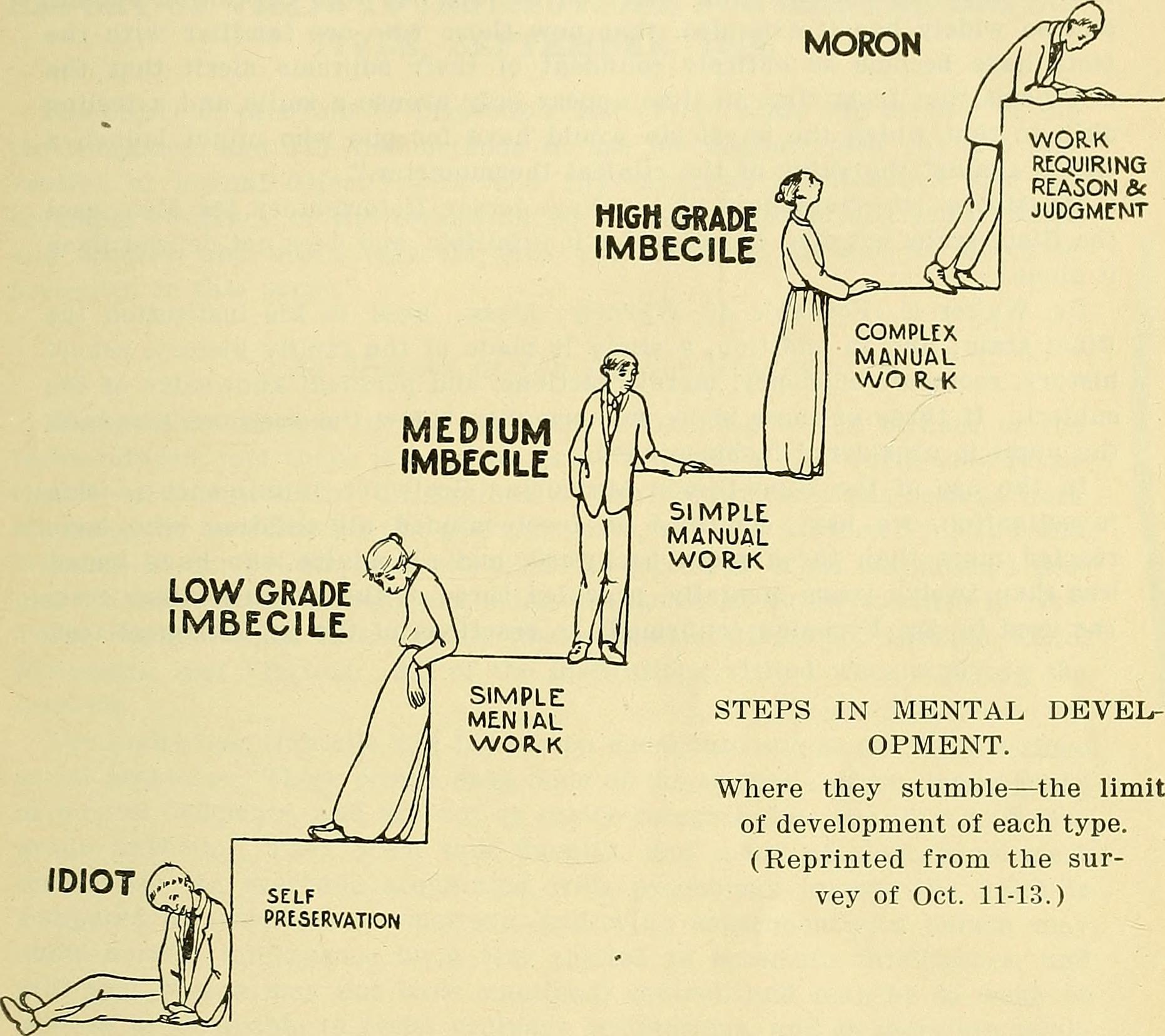
اصلاح نژاد در ایالات متحده

اصلاح نژاد، مجموعه‌ای از باورها و عمل‌ها با هدف تقویت کیفیت ژنتیک جمعیت انسان‌ها، نقش بسزایی در تاریخ و فرهنگ ایالات متحده آمریکا در عصر ترقی‌خواهی، اواخر قرن نوزدهم تا درگیری آمریکا در جنگ جهانی دوم داشت.
اصلاح نژاد در ایالات متحده سال‌ها پیش از برنامه‌های اصلاح نژاد در آلمان نازی اعمال می‌شد که تا حد زیادی از کارهای پیشین آمریکا تاثیر گرفته بود.